# Ctenascarophis lesteri
Ctenascarophis lesteri är en rundmaskart som beskrevs av Crites, Overstreet och Muang 1993. Ctenascarophis lesteri ingår i släktet Ctenascarophis och familjen Cystidicolidae. Inga underarter finns listade i Catalogue of Life.